# Giorgio Pelassa
Giorgio Pelassa (Torino, 1912 – Torino, 11 febbraio 1948) è stato un pilota automobilistico italiano.
Oltre che pilota è stato un industriale proprietario terriero e inventore, sviluppò un motore ad acqua con il quale riuscì a percorrere anche diversi metri. Ebbe la sua massima espressione agonistica nel periodo precedente al secondo conflitto mondiale e nell'immediato dopoguerra.
Nel 1939 gareggiò a bordo di una Maserati 6CM senza ottenere risultati di particolare rilievo.
Partecipò alla stagione del 1946 della Formula A e ottenne la sua prima vittoria a bordo di una Maserati 4CL con il numero 10 al Gran Premio del Penya Rhin che si corse il 27 ottobre del 1946. Il suo campionato fu segnato da una serie di rotture meccaniche come quella incorsa nel GP di Torino, in seguito al fatto che le vetture che pilotava erano di sua proprietà e dunque non potevano godere dell'affidabilità che invece avevano le vetture ufficiali come per esempio quelle del conte Trossi o di Taruffi.
Ha partecipato anche alla Mille miglia del 1947 in testa a un km dalla fine rimase senza carburante.
Inoltre gareggiò a Le mans e Indianapolis USA
Poco prima della sua scomparsa era in trattativa per l’acquisto dello stabilimento di imbottigliamento acqua fonte San Bernardo a Garessio ma
venne a mancare prematuramente dopo il Gran Premio di Napoli del febbraio del 1948 all'età di 36 anni per un'intossicazione, lasciando la moglie e tre figli piccoli. Tuttavia la passione di Giorgio per le vetture da corsa venne trasmessa ai figli, due dei quali furono anch’essi piloti di rally negli anni‘60 con vetture della squadra corse Conrero 
.